# WASP-80
WASP-80 — звезда в созвездии Орла. Находится на расстоянии приблизительно 195 световых лет от Солнца. Вокруг звезды обращается, как минимум, одна планета.

## Характеристики
WASP-80 представляет собой звезду 11,88 видимой звёздной величины. Она принадлежит к классу оранжевых карликов. Её масса и радиус составляют 58% и 63% солнечных соответственно. Температура поверхности звезды приблизительно равна 4145 кельвинов, что значительно ниже, чем у нашего дневного светила.

## Планетная система
В 2013 году группой астрономов, работающих в рамках программы SuperWASP, было объявлено об открытии планеты WASP-80 b в системе. Это горячий газовый гигант, имеющий эффективную температуру 800 кельвинов. Он обращается на расстоянии 0,03 а.е. от родительской звезды, совершая полный оборот за 3 суток. Открытие планеты было совершено транзитным методом.